# Rodzina w oparach
Rodzina w oparach (tytuł oryginalny: Disjointed) – amerykański sitcom, wyprodukowany przez Chuck Lorre Productions oraz Warner Bros. Television, stworzony przez Chucka Lorrego i Davida Javerbauma. Wszystkie 10 odcinków pierwszej serii zostało udostępnionych 25 sierpnia 2017 roku, natomiast kolejne 10 odcinków zostało wyemitowanych 12 stycznia 2018 roku na platformie Netflix.

15 lutego 2018 roku, platforma Netflix ogłosiła anulowanie serialu po jednym sezonie.

## Fabuła
Serial opowiada o Ruth Whitefeather Feldman, która prowadzi sklep z marihuaną.

## Obsada

### Obsada główna
- Kathy Bates jako Ruth Whitefeather Feldman
- Elizabeth Ho jako Jenny[3]
- Tone Bell jako Carter[4]
- Elizabeth Alderfer jako Olivia[5]
- Dougie Baldwin jako Pete[6]
- Aaron Moten jako Travis[7]

### Obsada drugoplanowa
- Chris Reed jako Dank[8]
- Betsy Sodaro jako Dabby
- Nicole Sullivan jako Maria
- Michael Trucco jako Tae Kwon Doug[9]

## Odcinki
| Sezon | Odcinki | Oryginalna emisja Netflix | Oryginalna emisja Netflix | Emisja w Polsce Netflix Polska | Emisja w Polsce Netflix Polska | Emisja w Polsce Netflix Polska |
| Sezon | Odcinki | Premiera sezonu           | Finał sezonu              | Premiera sezonu                | Finał sezonu                   |                                |
| ----- | ------- | ------------------------- | ------------------------- | ------------------------------ | ------------------------------ | ------------------------------ |
| 1     | 20      | 25 sierpnia 2017          | 12 stycznia 2018          | 25 sierpnia 2017               | 12 stycznia 2018               |                                |

## Sezon 1 (2017-2018)
| Nr | Tytuł                                         | Reżyseria        | Scenariusz                                                                             | Premiera w Netflix | Premiera w Netflix Polska |
| -- | --------------------------------------------- | ---------------- | -------------------------------------------------------------------------------------- | ------------------ | ------------------------- |
| 1  | Omega Strain                                  | James Burrows    | Chuck Lorre, David Javerbaum                                                           | 25 sierpnia 2017   | 25 sierpnia 2017          |
| 2  | Eve's Bush                                    | Rob Schiller     | Taii K. Austin, Mike Dieffenbach, Will Hayes, David Javerbaum, Chuck Lorre             | 25 sierpnia 2017   | 25 sierpnia 2017          |
| 3  | Rutherford B. Haze                            | Jon Cryer        | Bill Daly, Angeli Millan, Kevin Shinick, David Javerbaum, Chuck Lorre                  | 25 sierpnia 2017   | 25 sierpnia 2017          |
| 4  | Erschreckendglückseligkeit OG                 | Richie Keen      | Mike Dieffenbach, Will Hayes, Sam Johnson, Chris Marcil, David Javerbaum               | 25 sierpnia 2017   | 25 sierpnia 2017          |
| 5  | Schrödinger’s Pot                             | Richie Keen      | Bill Daly, Brenda Hsueh, Matt Kirsch, David Javerbaum                                  | 25 sierpnia 2017   | 25 sierpnia 2017          |
| 6  | Donna Weed                                    | James Burrows    | Bill Daly, Mike Dieffenbach, Angeli Millan, David Javerbaum                            | 25 sierpnia 2017   | 25 sierpnia 2017          |
| 7  | Prom Night                                    | Jon Cryer        | Will Hayes, Brenda Hsueh, Matt Kirsch, David Javerbaum                                 | 25 sierpnia 2017   | 25 sierpnia 2017          |
| 8  | Pyongyang Green                               | Rhiannon O'Harra | Taii K. Austin, Sam Johnson, Chris Marcil, Kevin Shinick, David Javerbaum              | 25 sierpnia 2017   | 25 sierpnia 2017          |
| 9  | Olivia's Shitballs                            | Richie Keen      | Brenda Hsueh, Matt Kirsch, Angeli Millan, Warren Bell, David Javerbaum                 | 25 sierpnia 2017   | 25 sierpnia 2017          |
| 10 | The Worst                                     | Guy Distad       | Taii K. Austin, Sam Johnson, Chris Marcil, Kevin Shinick, Warren Bell, David Javerbaum | 25 sierpnia 2017   | 25 sierpnia 2017          |
| 11 | 4/20 Fantasy                                  | Richie Keen      | Sam Johnson, Chris Marcil, Taii K. Austin, Kevin Shinick, Warren Bell, David Javerbaum | 12 stycznia 2018   | 12 stycznia 2018          |
| 12 | Helium Dream                                  | Richie Keen      | John D. Beck, Ron Hart, Brenda Hsueh, Will Hayes, Warren Bell, David Javerbaum         | 12 stycznia 2018   | 12 stycznia 2018          |
| 13 | Buds Light                                    | Richie Keen      | Sam Johnson, Chris Marcil, Taii K. Austin, Kevin Shinick, Warren Bell, David Javerbaum | 12 stycznia 2018   | 12 stycznia 2018          |
| 14 | Weed of Fortune                               | Richie Keen      | John D. Beck, Ron Hart, Brenda Hsueh, Will Hayes, Warren Bell, David Javerbaum         | 12 stycznia 2018   | 12 stycznia 2018          |
| 15 | Travissimo Private Reserve                    | James Widdoes    | Sam Johnson, Chris Marcil, Taii K. Austin, Kevin Shinick, Warren Bell, David Javerbaum | 12 stycznia 2018   | 12 stycznia 2018          |
| 16 | B.Y.O.P.F.U.                                  | James Widdoes    | John D. Beck, Ron Hart, Brenda Hsueh, Will Hayes, Warren Bell, David Javerbaum         | 12 stycznia 2018   | 12 stycznia 2018          |
| 17 | Emperor Shennong                              | James Widdoes    | Sam Johnson, Chris Marcil, Kevin Shinick, Warren Bell, David Javerbaum                 | 12 stycznia 2018   | 12 stycznia 2018          |
| 18 | A-A-R-Pot                                     | John Fortenberry | John D. Beck, Ron Hart, Brenda Hsueh, Will Hayes, Warren Bell, David Javerbaum         | 12 stycznia 2018   | 12 stycznia 2018          |
| 19 | Dr. Dankerson's Revivifying Wellness Tincture | Rhiannon O'Harra | Sam Johnson, Chris Marcil, Kevin Shinick, Warren Bell, David Javerbaum                 | 12 stycznia 2018   | 12 stycznia 2018          |
| 20 | Main Street, USA                              | Richie Keen      | John D. Beck, Ron Hart, Brenda Hsueh, Will Hayes, Warren Bell, David Javerbaum         | 12 stycznia 2018   | 12 stycznia 2018          |

## Produkcja
20 lipca 2016 roku Netflix zamówiły pierwszy sezon serialu od  Chucka Lorre, którą główną rolę zagra Kathy Bates.
W tym samym miesiącu poinformowano, że Dougie Baldwin oraz Aaron Moten dołączyli do komedii.
W sierpniu 2016 roku ogłoszono, że do obsady serialu dołączyli: Tone Bell jako Carter, Elizabeth Alderfer jako Olivia.
W grudniu 2016 roku poinformowano, że Elizabeth Ho oraz Michael Trucco zagrają w komedii "Disjointed". W lutym 2017 roku ogłoszono, że Chris Redd wcieli się w rolę Danka.